# Tjele Sogn
Tjele Sogn er et sogn i Viborg Østre Provsti (Viborg Stift).
I 1800-tallet var Nørre Vinge Sogn anneks til Tjele Sogn. Begge sogne hørte til Sønderlyng Herred i Viborg Amt. Tjele-Nørre Vinge sognekommune blev ved kommunalreformen i 1970 indlemmet i Tjele Kommune, som ved strukturreformen i 2007 indgik i Viborg Kommune.
I Tjele Sogn ligger Tjele Kirke.
I sognet findes følgende autoriserede stednavne:
- Formyre (bebyggelse, ejerlav)
- Foulum (bebyggelse, ejerlav)
- Foulum Hede (bebyggelse)
- Nedergårde (bebyggelse)
- Tjele (bebyggelse, ejerlav, landbrugsejendom)
- Trekroner (bebyggelse)